# エルズミーア棚氷
エルズミーア棚氷(エルズミーアたなごおり) は、以前カナダ、ヌナブト準州のエルズミーア島の北岸にあり、北極で最大だった棚氷で、面積は3,500平方マイル (9,100 km2)であった 。エルズミーア棚氷は、1875年から1876年にかけてのイギリス北極探検隊(en)のペラム・オルドリッチ(en)の一行がシェリダン岬(北緯82.47度、西経61.50度)から、その西にあるアラート岬(北緯82.27度、西経85.55度)に行き、そこで初めて記録された。エルズミーア棚氷は決まった場所に最低でも3000年連続して存在していた。
20世紀の間に、エルズミーア棚氷は崩壊して6つの棚氷となり、最大のものはワードハント棚氷(en)となった。1980年代の間に、残った部分のエルズミーア棚氷は安定していると報じられ、人々は安心した。
2000年4月、衛星写真はワードハント棚氷に亀裂が形成されはじめたことを明らかにし、2003年には、2002年に氷床が真っ二つに分裂したと報道され、巨大な水溜まりでスレージ・フィヨルドにある新鮮な水が入った北半球最大のエピシェルフ湖から放水された。2008年にワードハント棚氷は深さ12メートルにわたって多面的に割れ、亀裂が入っているところが発見された。
2005年8月13日に、北緯83度1.5分 西経77度33.5分 / 北緯83.0250度 西経77.5583度の北極点から南に約800 km (500 mi)の場所にあり、厚さ37メートル (121 ft)で、14 km (8.7 mi)×5 km (3.1 mi)で、面積約66km2 (25.5mi2)、体積では2.6 km3 (0.62 cu mi)ある巨大なアイリス氷島(en)を形成するアイリス棚氷(en)が岸から離れた。
ミルン棚氷(en)はエルズミーア棚氷の2番目に大きい破片である。